# Pointe-des-Cascades
Pointe-des-Cascades è un villaggio del Canada, situato nella provincia del Québec, nella regione di Montérégie.